# Sông Hàm Luông
Sông Hàm Luông là một phân lưu của sông Tiền chảy qua tỉnh Bến Tre.